# Småkage
 Der er for få eller ingen kildehenvisninger i denne artikel, hvilket er et problem. Du kan hjælpe ved at angive troværdige kilder til de påstande, som fremføres i artiklen.

Småkage er en form for kage, som både er mindre og har en mere koncentreret konsistens. Typisk er den flad og det er muligt at holde en småkage i hånden, hvor en kage for det meste skal spises med en form for bestik. Typisk indeholder småkager ikke nogen form for hævemiddel.
Småkager kræver kun en kort bagetid og har som regel en lang holdbarhed.

## Oprindelse
Oprindeligt var småkagen en test for ovnen, hvor bageren ville tage et stykke af en kage og sætte den i ovnen for at afprøve temperaturen. Småkagen stammer måske fra oldtidens Persien.
Småkagerne kan enten bages til de er sprøde eller så de forbliver bløde. Det afhænger af typen. Der er mange variationer i ingredienserne som sukker, krydderier, chokolade, smør, nødder eller tørrede frugter.

## Småkager i Danmark
I Danmark er der en meget lang tradition for bagning af småkager og flere opskrifter er unikke, såsom vanillekransen, jødekagerne og specien for blot at nævne nogle få velkendte typer. Der blev ofte brugt mange flere krydderier i småkagerne førhen, men de store mængder og variationerne blev i mange tilfælde begrænset igennem 1800 tallet til det vi kender i dag. Danmark har i dag en stor eksport af småkager, især til USA og Asien.
I Danmark er juletiden småkagernes højsæson med en masse forskellige småkager, som klejner (der koges i fedt i en gryde), pebernødder og brunkager. Efter udbredelsen af komfuret i sidste halvdel af 1800 tallet til mange hjem, blev hjemmebagte småkager for alvor populære og flere af de jule småkager vi kender i dag stammer fra den tid.
Mange af de gamle kage-typer er gået i glemmebogen i dag, det gælder især dem der blev bagt og spist før komfurets indførelse. Førhen var hvedemel ikke så udbredt som i dag og mange kager blev bagt med andre korn og meltyper såsom bygmel, rugmel, rismel eller havre. Det gælder for eksempel havregrynskagen (også kendt som havreknas), ingefærkager og søde hemmeligheder (bagt på rugmel) eller bygmakroner. En del kager blev slet ikke bagt på korn overhovedet, men blev rørt med ærtemel, mandelmel, kartoffelmel, mosede kogte kartofler eller marengs. Det gælder f.eks. forskellige makron-typer (herunder pindsvinkager, spansk vind, kanelmakroner og til dels prinsessekager der dog blev tilsat en lille smule mel), gåsehalse bagt på en luftig æggesnaps, eller citron- og krydderi-kager bagt på mandelmel. En udbredt tilberedningsteknik var kogning i gryde; typisk i svinefedt som det ses med klejner, tragtbakkelser og kniplingskager, men køkkenredskaber som krumjern - der i dag ikke længere er i brug - blev også anvendt.